# Ернан Фредес
Ернан Фредес (ісп. Hernán Fredes, нар. 27 березня 1987, Авельянеда) — аргентинський футболіст, півзахисник клубу  «Дефенса і Хустісія».

## Клубна кар'єра
Народився 27 березня 1987 року в місті Авельянеда. Вихованець футбольної школи клубу «Індепендьєнте» (Авельянеда). Дорослу футбольну кар'єру розпочав 2005 року в основній команді того ж клубу, в якій провів три сезони, взявши участь у 72 матчах чемпіонату.
Своєю грою за цю команду привернув увагу представників тренерського штабу «Металіста», до складу якого приєднався влітку 2009 року на правах оренди до кінця року в обмін на Вальтера Асеведо. У Прем'єр-лізі дебютував 25 липня 2009 року в матчі проти дніпропетровського «Дніпра» (2:0). Фредес вийшов на 82 хвилині замість Сергія Валяєва. Проте, у харківському клубі Ернан закріпитися не зміг, до кінця року вийшовши на поле лише чотири рази, причому усі на заміну в другому таймі.
До складу клубу «Індепендьєнте» (Авельянеда) повернувся на початку 2010 року після завершення терміну оренди, у складі якого у грудні того ж року став володарем Південноамериканського кубка. Ернан провів у переможному турнірі 10 матчів. У фінальних іграх проти «Гояса» він виходив у стартових складах — у першій грі він був замінений на 87-й хвилині, у другій — на 107-й («Індепендьєнте» виграв у серії пенальті). Всього встиг відіграти за команду з Авельянеди 184 матчі в національному чемпіонаті і забити 5 голів.
Влітку 2014 року перейшов в «Арсенал» (Саранді), а на початку 2016 року став гравцем клубу «Дефенса і Хустісія». Відтоді встиг відіграти за команду з передмістя Буенос-Айреса 5 матчів в національному чемпіонаті.

## Виступи за збірну
2007 року залучався до складу молодіжної збірної Аргентини. На молодіжному рівні зіграв у 3 офіційних матчах, забив 1 гол.

## Досягнення
- Південноамериканський кубок: 2010